# Avro 555 Bison
Avro 555 Bison – brytyjski samolot rozpoznawczy i pokładowy dla lotnictwa marynarki wojennej z okresu międzywojennego.

## Historia
W 1921 roku brytyjskie Ministerstwo Lotnictwa wydało specyfikację nr 3/21 na budowę rozpoznawczego samolotu pokładowego. Na podstawie tej specyfikacji w wytwórni lotniczej Avro opracowano samolot, który otrzymał oznaczenie 555. 
Prototyp samolotu został oblatany pod koniec 1921 roku i po wstępnych próbach zamówiono dalsze dwa prototypy, a samolot otrzymał nazwę Bison. W 1922 roku wydano nową specyfikację nr 33/22; samolot poprawiono dostosowując go do niej i rozpoczęto produkcję serii 12 samolotów oznaczonych jako Bison I. 
W 1922 roku podjęto także próbę przebudowania samolotu na samolot pływakowy, przez zamontowanie pod kadłubem centralnego pływaka i dwóch pływaków stabilizujących pod skrzydłami. Taki samolot otrzymał oznaczenie Avro 555B Bison I. Okazało się jednak, że samolot ten stracił stabilność i ostatecznie zaniechano dalszych prac nad nim. 
W 1923 roku wydano kolejną specyfikację nr 16/23, co spowodowało kolejne zmiany w samolocie; tak zmodyfikowany samolot otrzymał oznaczenie Avro 555 Bison II. Zbudowano 41 samolotów tej wersji. Produkcję ich zakończono w 1927 roku.
Łącznie w latach 1921–1927 zbudowano 56 samolotów Avro 555 Bison (w tym trzy prototypy).

## Służba
Samoloty Avro 555 Bison już w 1922 roku trafiły do eskadr rozpoznawczych Royal Navy. Jako pierwszy otrzymał je 3 Dywizjon Obserwacyjny w Gosport, w którym zastąpiły samoloty Westland Walrus. Na wyposażeniu tego dywizjonu znajdowały się do 1923 roku. 
W 1923 roku i latach następnych otrzymało go kolejnych 6 dywizjonów rozpoznawczych o nr 421, 421A, 447, które stacjonowały na pokładzie brytyjskiego lotniskowca HMS „Furious” i 421B, 423, 448, które stacjonowały na lotniskowcu HMS „Eagle”.
Samoloty były użytkowane do 1929 roku, kiedy zostały wycofane ze służby.

## Konstrukcja
Samolot Avro 555 Bison był dwupłatem o konstrukcji drewnianej. Kabina załogi częściowo odkryta, w przedniej części miejsce pilota, za nim miejsce obserwatora i pozostałych członków załogi. Napęd stanowił silnik 12-cylindrowy Napier Lion II, chłodzony cieczą. Samolot uzbrojony był w dwa karabiny maszynowy: jeden stały Vickers – umieszczony na kadłubie i obsługiwany przez pilota, a drugi ruchomy Lewis umieszczony na obrotnicy Scarffa – obsługiwany przez obserwatora. Samolot miał także możliwość przenoszenia bomb o łącznej masie 200 kg (2 po 100 kg lub 4 po 50 kg), które mocowano pod skrzydłami.